# Jean Herrchen
Jean Herrchen, eigentlich Hans Theodor Georg Herrchen (* 1. Januar 1891 in Wiesbaden; † 1. Juni 1970 in Bad Schwalbach), war ein deutscher NSDAP-Politiker und Landrat des Untertaunuskreises.

## Leben und Beruf
Herrchen kam aus sehr einfachen Verhältnissen. Sein Vater war Küfergehilfe. Dennoch konnte er zunächst die Realschule besuchen und dann auf die Wiesbadener Oberrealschule wechseln. Diese verließ er mit der Obersekundareife. Danach trat er als Anwärter für die gehobene mittlere Laufbahn in den Postdienst ein. Als er seine Tätigkeit für die Post im Jahr 1933 beendete, war er Posthalter in Schlangenbad.
Zum 1. September 1931 trat Herrchen der NSDAP bei (Mitgliedsnummer 627.576) und war seit 1932 ehrenamtlicher Kreisleiter der NSDAP für den Untertaunuskreis. Er wurde nach der nationalsozialistischen Machtübernahme 1933 zunächst kommissarischer Landrat des Untertaunuskreises, ab 1. April 1935 dann endgültig Landrat. Die Kreisleitung gab er 1937 ab. Zwischen Juli 1941 und Mai 1942 vertrat Herrchen als Landrat auch den Landkreis St. Goarshausen.
Bis zu deren Auflösung im Jahr 1933 gehörte Herrchen als Landrat dem Nassauischen Kommunallandtag in Wiesbaden und dem Provinziallandtag der Provinz Hessen-Nassau an. Er war stellvertretender Verwaltungsrat der Nassauischen Landesbank und Verwaltungsrat des Kalmenhofs in Idstein.
Im Jahr 1943 wurde er nach Darmstadt als Präsident der Hessischen Brandversicherungskammer versetzt und leitete gleichzeitig nebenberuflich das NSV-Gauamt in Darmstadt. Nach Kriegsende wurde er seiner Ämter enthoben. Im Internierungs- und Arbeitslager Darmstadt verbüßte er eine dreijährige Haft, aus der er 1948 entlassen wurde.